# جمایما مونتگ
جمایما مونتگ (انگلیسی: Jemima Montag؛ زادهٔ ۱۵ فوریهٔ ۱۹۹۸) دونده زن دو استقامت اهل استرالیا است.